# Lyla Pinch Brock
Lyla Pinch Brock (...) è un'egittologa canadese.
Vive a Saissac, Francia.

## Biografia
Ha preso parte a numerosi progetti archeologici, tra cui il progetto Tell el Borg e il progetto Theban Mapping. Per conto del Royal Ontario Museum è stata responsabile dell'epigrafia nella tomba di Amenmose (TT89) e interamente responsabile dello scavo e della conservazione della tomba di Anen (TT120). Ha anche curato la conservazione di KV55 (una delle tombe della Valle dei Re in Egitto) dal 1992 al 1996. Durante lo scavo della tomba nel 1993, ha scoperto un ostrakon dipinto con parte della pianta originale della tomba, tra gli altri oggetti. La ceramica di questo lavoro è stata recentemente pubblicata. Era sposata con Edwin C. Brock, anch'egli egittologo fino alla sua morte nel 2015.

## Opere
- Egyptology at the Dawn of the Twenty-first Century: Proceedings of the Eighth International Congress of Egyptologists, Cairo, 200, American University in Cairo Press, 2002. (contributor)
- Lyla Pinch Brock & John L. Foster, Shipwrecked Sailor, Cairo, American University in Cairo Press, 1998.No. 33, Autumn 2008, pp. 16 – 17.